# Croatia Open Umag 2004 - Qualificazioni singolare
Le qualificazioni del singolare  del Croatia Open Umag 2004 sono state un torneo di tennis preliminare per accedere alla fase finale della manifestazione. I vincitori dell'ultimo turno sono entrati di diritto nel tabellone principale. In caso di ritiro di uno o più giocatori aventi diritto a questi sono subentrati i lucky loser, ossia i giocatori che hanno perso nell'ultimo turno ma che avevano una classifica più alta rispetto agli altri partecipanti che avevano comunque perso nel turno finale.
Le qualificazioni del torneo Croatia Open Umag 2004 prevedevano 32 partecipanti di cui 4 sono entrati nel tabellone principale.

## Teste di serie
1. Stan Wawrinka (Qualificato)
2. Tomáš Cakl (secondo turno)
3. Florent Serra (Qualificato)
4. Saša Tuksar (Qualificato)

1. Stefano Cobolli (ultimo turno)
2. Norikazu Sugiyama (primo turno)
3. Mariano Puerta (ultimo turno)
4. Novak Đoković (Qualificato)

## Qualificati
1. Stan Wawrinka
2. Novak Đoković

1. Florent Serra
2. Saša Tuksar

## Tabellone

### Legenda
| - Q = Qualificato - WC = Wild card - LL = Lucky loser | - ALT = Alternate - SE = Special Exempt - PR = Protected Ranking | - w/o = Walkover - r = Ritirato - d = Squalificato |

### Sezione 1
|  | Primo turno    | Primo turno      | Primo turno      | Primo turno | Primo turno |  |  | Secondo turno | Secondo turno   | Secondo turno | Secondo turno   | Secondo turno   |   |   | Ultimo turno | Ultimo turno  | Ultimo turno  | Ultimo turno | Ultimo turno |  |
|  |                |                  |                  |             |             |  |  |               |                 |               |                 |                 |   |   |              |               |               |              |              |  |
|  | 1              | Stan Wawrinka    | Stan Wawrinka    | 6           | 6           |  |  |               |                 |               |                 |                 |   |   |              |               |               |              |              |  |
|  |                | Andreas Fasching | Andreas Fasching | 3           | 4           |  |  | 1             | Stan Wawrinka   | 3             | 6               | 6               |   |   |              |               |               |              |              |  |
|  | Christian Magg | Christian Magg   | 5                | 6           | 7           |  |  |               | Christian Magg  | 6             | 2               | 2               |   |   |              |               |               |              |              |  |
|  | Ivan Stelko    | Ivan Stelko      | 7                | 2           | 63          |  |  |               |                 |               |                 |                 |   |   | 1            | Stan Wawrinka | Stan Wawrinka | 6            | 6            |  |
|  | Kresimir Ritz  | Kresimir Ritz    | Kresimir Ritz    | 6           | 6           |  |  |               |                 | 5             | Stefano Cobolli | Stefano Cobolli | 4 | 3 |              |               |               |              |              |  |
|  | Luka Belić     | Luka Belić       | Luka Belić       | 2           | 3           |  |  |               | Kresimir Ritz   | 7             | 2               | 4               |   |   |              |               |               |              |              |  |
|  | 5              | Stefano Cobolli  | 63               | 6           | 6           |  |  | 5             | Stefano Cobolli | 5             | 6               | 6               |   |   |              |               |               |              |              |  |
|  |                | Grega Žemlja     | 7                | 1           | 1           |  |  |               |                 |               |                 |                 |   |   |              |               |               |              |              |  |

### Sezione 2
|  | Primo turno     | Primo turno     | Primo turno     | Primo turno | Primo turno |  |  | Secondo turno | Secondo turno   | Secondo turno | Secondo turno | Secondo turno |   |   | Ultimo turno | Ultimo turno    | Ultimo turno | Ultimo turno | Ultimo turno |  |
|  |                 |                 |                 |             |             |  |  |               |                 |               |               |               |   |   |              |                 |              |              |              |  |
|  | 2               | Tomáš Cakl      | 65              | 6           | 6           |  |  |               |                 |               |               |               |   |   |              |                 |              |              |              |  |
|  |                 | Ivan Cerović    | 7               | 2           | 0           |  |  | 2             | Tomáš Cakl      | 7             | 1             | 3             |   |   |              |                 |              |              |              |  |
|  | Manuel Jorquera | Manuel Jorquera | Manuel Jorquera | 7           | 6           |  |  |               | Manuel Jorquera | 6(0)          | 6             | 6             |   |   |              |                 |              |              |              |  |
|  | Tobias Koeck    | Tobias Koeck    | Tobias Koeck    | 63          | 2           |  |  |               |                 |               |               |               |   |   |              | Manuel Jorquera | 7            | 4            | 1            |  |
|  | Kamil Capkovic  | Kamil Capkovic  | Kamil Capkovic  | 6           | 6           |  |  |               |                 | 8             | Novak Đoković | 5             | 6 | 6 |              |                 |              |              |              |  |
|  | Vilim Visak     | Vilim Visak     | Vilim Visak     | 2           | 2           |  |  |               | Kamil Capkovic  | 6             | 1             | 0r            |   |   |              |                 |              |              |              |  |
|  | 8               | Novak Đoković   | Novak Đoković   | 7           | 7           |  |  | 8             | Novak Đoković   | 4             | 6             | 1             |   |   |              |                 |              |              |              |  |
|  |                 | Martin Slanar   | Martin Slanar   | 5           | 5           |  |  |               |                 |               |               |               |   |   |              |                 |              |              |              |  |

### Sezione 3
|  | Primo turno      | Primo turno      | Primo turno      | Primo turno | Primo turno |  |  | Secondo turno | Secondo turno   | Secondo turno | Secondo turno  | Secondo turno |   |    | Ultimo turno | Ultimo turno  | Ultimo turno | Ultimo turno | Ultimo turno |  |
|  |                  |                  |                  |             |             |  |  |               |                 |               |                |               |   |    |              |               |              |              |              |  |
|  | 3                | Florent Serra    | 6                | 4           | 6           |  |  |               |                 |               |                |               |   |    |              |               |              |              |              |  |
|  |                  | Josko Topic      | 1                | 6           | 3           |  |  | 3             | Florent Serra   | Florent Serra | 6              | 6             |   |    |              |               |              |              |              |  |
|  | Rok Jarc         | Rok Jarc         | Rok Jarc         | 7           | 6           |  |  |               | Rok Jarc        | Rok Jarc      | 0              | 4             |   |    |              |               |              |              |              |  |
|  | Gianluca Bazzica | Gianluca Bazzica | Gianluca Bazzica | 5           | 4           |  |  |               |                 |               |                |               |   |    | 3            | Florent Serra | 1            | 7            | 2            |  |
|  | Markus Kanellos  | Markus Kanellos  | 2                | 6           | 6           |  |  |               |                 | 7             | Mariano Puerta | 6             | 5 | 0r |              |               |              |              |              |  |
|  | Mislav Hizak     | Mislav Hizak     | 6                | 0           | 3           |  |  |               | Markus Kanellos | 6             | 68             | 2             |   |    |              |               |              |              |              |  |
|  | 7                | Mariano Puerta   | Mariano Puerta   | 6           | 6           |  |  | 7             | Mariano Puerta  | 4             | 7              | 6             |   |    |              |               |              |              |              |  |
|  |                  | Thomas Holzer    | Thomas Holzer    | 0           | 3           |  |  |               |                 |               |                |               |   |    |              |               |              |              |              |  |

### Sezione 4
|  | Primo turno       | Primo turno       | Primo turno       | Primo turno | Primo turno |  |  | Secondo turno  | Secondo turno     | Secondo turno  | Secondo turno | Secondo turno |   |   | Ultimo turno | Ultimo turno | Ultimo turno | Ultimo turno | Ultimo turno |  |
|  |                   |                   |                   |             |             |  |  |                |                   |                |               |               |   |   |              |              |              |              |              |  |
|  | 4                 | Saša Tuksar       | Saša Tuksar       | 6           | 6           |  |  |                |                   |                |               |               |   |   |              |              |              |              |              |  |
|  |                   | Flavio Cipolla    | Flavio Cipolla    | 4           | 2           |  |  | 4              | Saša Tuksar       | 6              | 0             | 7             |   |   |              |              |              |              |              |  |
|  | Darko Madjarovski | Darko Madjarovski | Darko Madjarovski | 6           | 6           |  |  |                | Darko Madjarovski | 4              | 6             | 5             |   |   |              |              |              |              |              |  |
|  | Luka Kukulic      | Luka Kukulic      | Luka Kukulic      | 2           | 2           |  |  |                |                   |                |               |               |   |   | 4            | Saša Tuksar  | 6            | 1            | 7            |  |
|  | Martin Vacek      | Martin Vacek      | 6                 | 3           | 6           |  |  |                |                   |                | Martin Vacek  | 2             | 6 | 5 |              |              |              |              |              |  |
|  | Rogier Wassen     | Rogier Wassen     | 3                 | 6           | 4           |  |  | Martin Vacek   | Martin Vacek      | Martin Vacek   | 6             | 6             |   |   |              |              |              |              |              |  |
|  |                   | Peter Capkovic    | Peter Capkovic    | 6           | 6           |  |  | Peter Capkovic | Peter Capkovic    | Peter Capkovic | 2             | 3             |   |   |              |              |              |              |              |  |
|  | 6                 | Norikazu Sugiyama | Norikazu Sugiyama | 2           | 2           |  |  |                |                   |                |               |               |   |   |              |              |              |              |              |  |